# یک به یک (فیلم ۲۰۱۴)
یک به یک (کره‌ای: 일대일) فیلمی به نویسندگی و کارگردانی کیم کی-دوک محصول سال ۲۰۱۴ کره جنوبی است. 

## جوایز
| سال  | جشنواره                         | بخش                   | نامزدی     | نتیجه    | جایزه | منبع  |
| ---- | ------------------------------- | --------------------- | ---------- | -------- | ----- | ----- |
| ۲۰۱۴ | جشنواره فیلم هامبورگ            | جایزه منتقدان         | کیم کی دوک | نامزدشده |       | [ ۱ ] |
| ۲۰۱۵ | جشنواره فیلم فانتاسپورتو پرتغال | جایزه هفته کارگردانان | کیم کی دوک | نامزدشده |       |       |